# Michael Wolf (fotograf)

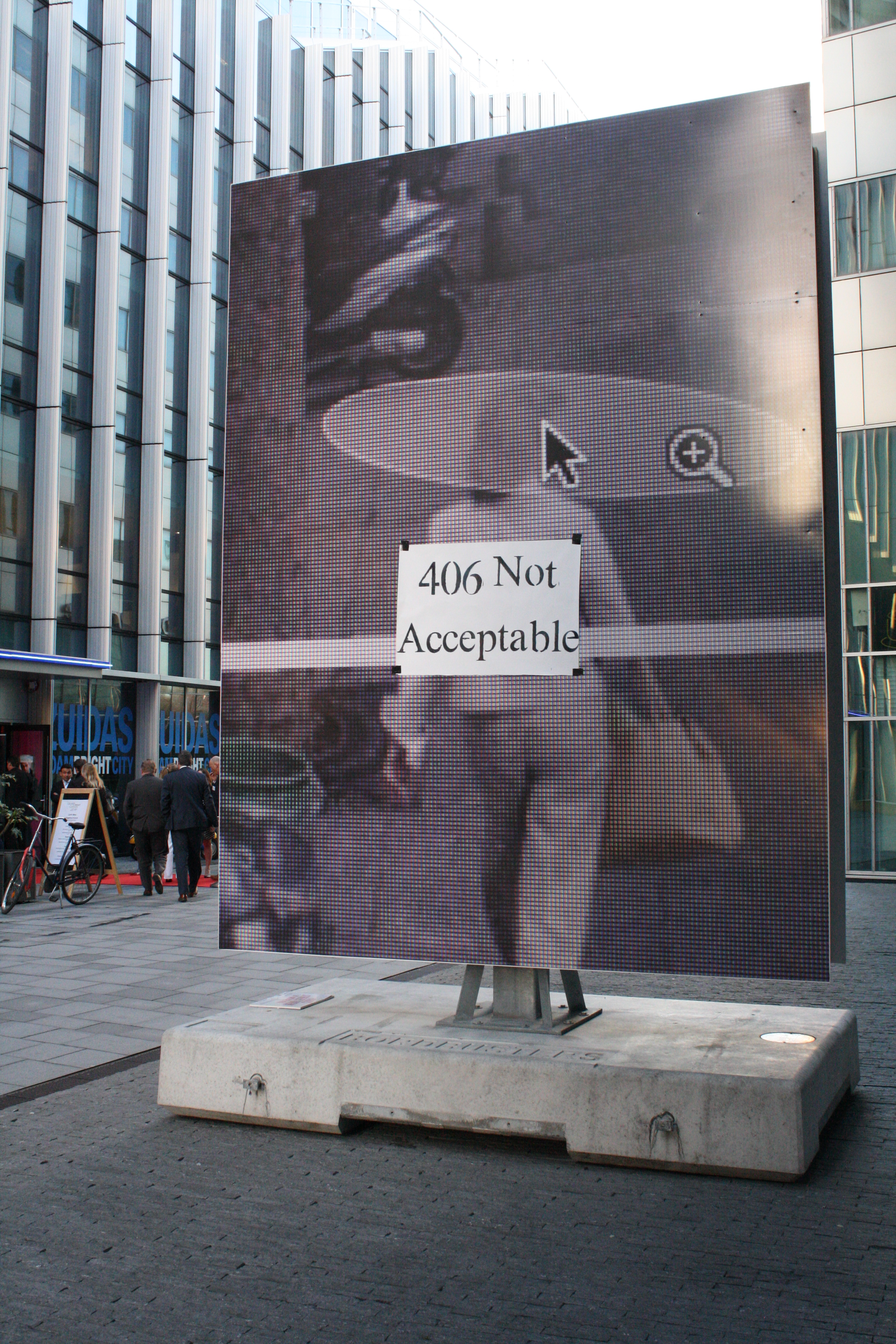
Michael Wolf 406 Not Accceptable

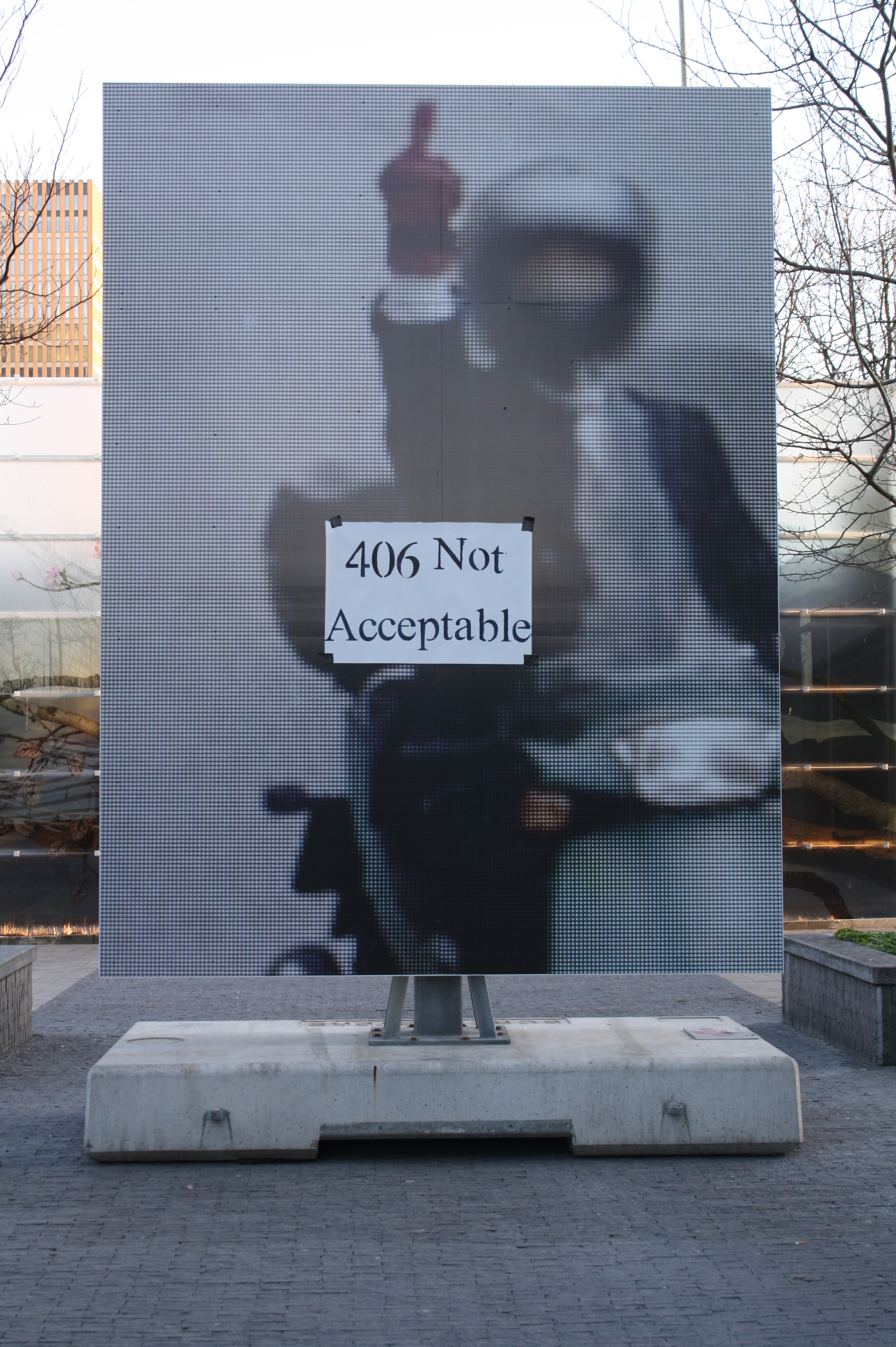
Michael Wolf 406 Not Acceptable

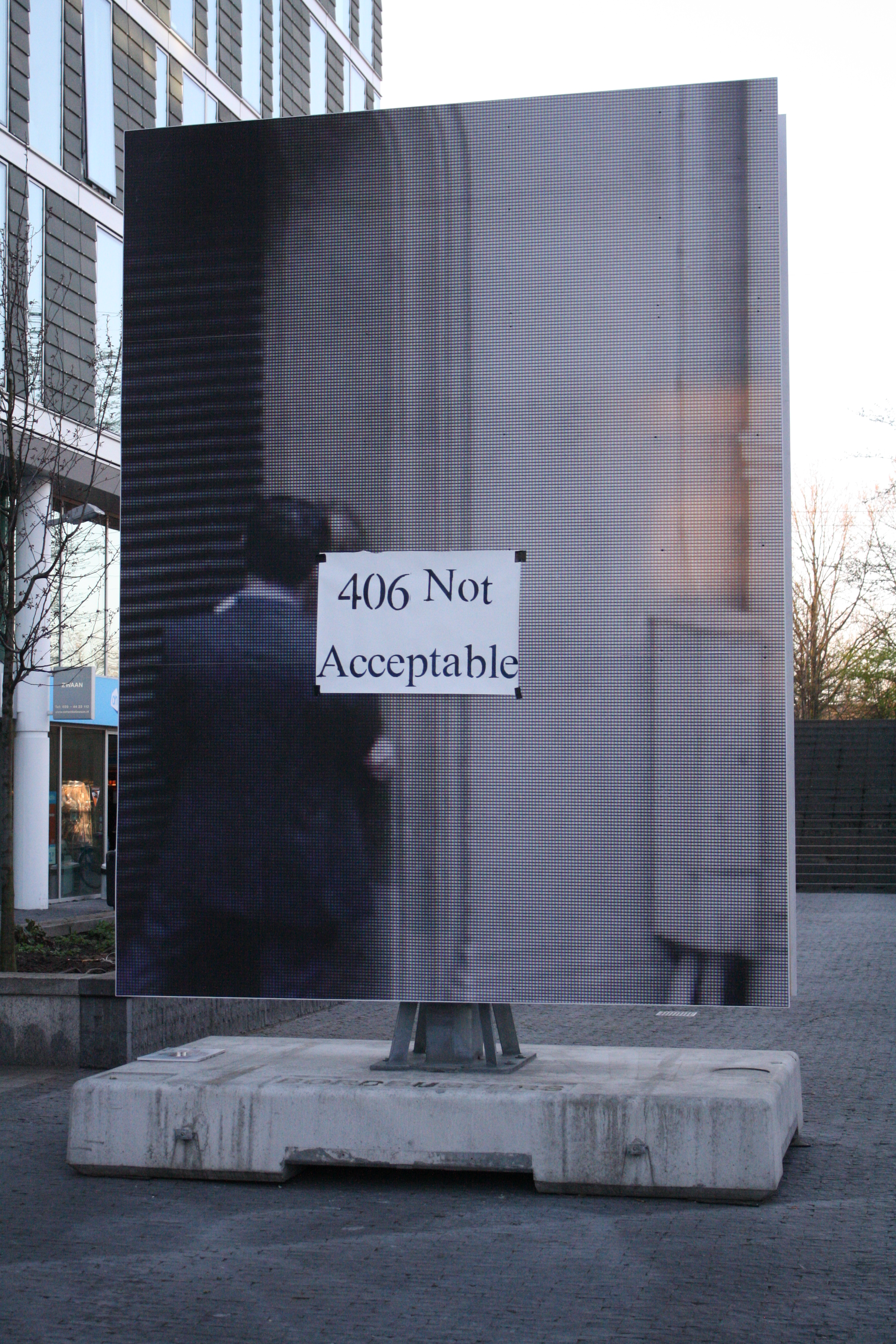
Michael Wolf 406 Not Acceptable

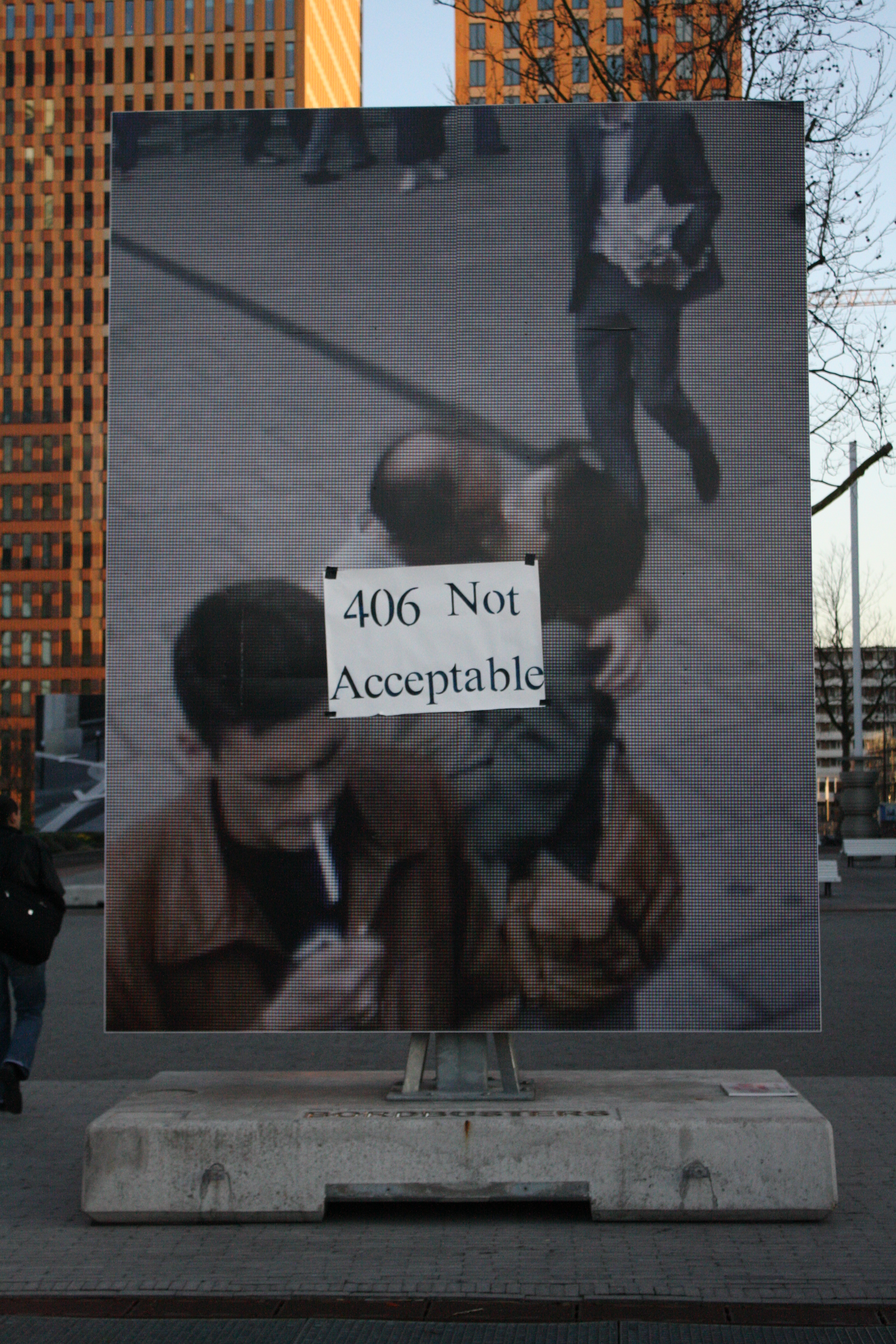
Michael Wolf 406 Not Acceptable

Výstava Fotomuseum, Haag

Michael Wolf (30. července 1954 – 24. dubna 2019) byl německý umělec a fotograf, který žil a pracoval v Hongkongu a Paříži. Jeho práce se zaměřovala na každodenní život ve velkých městech. Wolf vyhrál první cenu v kategorii Současné problémy v soutěži World Press Photo 2004 za fotografie dělníků v několika typech továren pro článek do magazínu Stern.

## Životopis
Wolf se narodil 30. července 1954 v německém Mnichově a byl vychováván ve Spojených státech, Evropě a Kanadě. Navštěvoval North Toronto Collegiate Institute a Kalifornskou univerzitu v Berkeley. V roce 1976 dokončil obor vizuální komunikace na Univerzitě v Essenu v Německu, kde studoval u německého profesora fotografie Otty Steinerta. Wolf začal svou kariéru v roce 1994 jako fotožurnalista, strávil osm let v Hongkongu prací pro německý časopis Stern.
Wolf na počátku 21. století prohlásil, že pokles obratu v časopiseckém průmyslu vedl k tomu, že se fotožurnalistické úkoly staly „hloupé a nudné“. V roce 2003 se rozhodl pracovat pouze na projektech výtvarného umění.
Wolf zemřel 24. dubna 2019 ve svých 64 letech v Cheung Chau, Islands District v Hongkongu.

## Významné umělecké projekty / fotografie

### Bastard Chairs/Sitting in China
Wolf začal vlastní fotografickou volnou tvorbu s řadou nazvanou Bastard Chairs, malé židle, které Číňané opakovaně opravují, používajíce materiály, které jsou k dispozici. Wolf prohlásil, že ho policie během fotografování seriálu dvakrát zadržela, jestli „neudělal něco, co bylo pro čínský stát škodlivé“. Fotografie ze seriálu byly publikovány v roce 2002 s názvem Sitting in China. Ačkoli Wolf nazval židli bastard „velkým symbolem čínské hbitosti a vynalézavosti“ a kniha získala na Západě pozitivní recenze, někteří Číňané se domnívali, že fotografie z Číny jsou „zaostalé“.

### The Real Toy Story
V návaznosti na cyklus China: Factory of the World, Wolf vytvořil instalaci s názvem Real Toy Story. Skládala se z 20 000 hraček vyrobených v Číně a zakoupených v Kalifornii připevněných magnety ke stěnám galerie, spolu s fotografiemi pracovníků vyrábějících hračky.

### Architecture of Density
V této sérii Wolf fotografoval vysoké budovy v Hongkongu způsobem, který je vylíčil jako „abstrakce, nikdy nekončího se opakování architektonických vzorů.“ Fotografie vyloučily nebe a zemi, čímž zdůraznily vertikální linie budov. Snímky byly porovnány s obrázky Andrease Gurského a Candidy Höferové.
První kniha obsahující obrazy ze série, Hong Kong: Front Door/ Back Door byla vydána v roce 2005. Jedna recenze zaznamenala „zastoupení přeplněného města vyprázdněného lidskou přítomností“ a chválila „vizuální inteligenci Wolfových fotografií“. Díl Outside Wolfovy dvoudílné knihy z roku 2009 Hong Kong Inside Outside obsahoval rozsáhlejší výběr fotografií z této série.

### 100x100
V roce 2006 pořídil Wolf fotografie obyvatel ve svých bytech v budově v nejstarším komplexu bytového domu v Hongkongu, Shek Kip Mei Estate, který měl být zničen. Použil širokoúhlý objektiv, aby ukázal co nejvíce z interiéru pokoje. Každý pokoj měl velikost přibližně 9,3 m² (100 stop²) a vystavil fotografie stovky pokojů, což vedlo k názvu 100x100. V rozhovoru Wolf přirovnal seriál k vědeckému projektu, „průzkum využití omezeného prostoru.“ Svazek Inside Wolfovy dvoudílné knihy Hong Kong Inside Outside 2009 obsahuje kompletní fotografie z této série.

### Copy Art/Real Fake Art
Mezi roky 2005 a 2007, Wolf fotografoval malíře v Shenzhen, Čína, který reprodukoval slavná umělecká díla jako například Slunečnice od Vincenta van Gogha. Každý portrét se skládal z „kopírujícího umělce“ spolu s příkladem kopírovaného díla. Popisek uváděl „špinavé uličky a nároží.“ Jeden recenzent napsal, že obrázky „dokumentují intimní kulturní a ekonomické aspekty globalizace, i když zaznamenávají a komplikují kritická dilema o pravosti a neekonomických hodnotách umění“. Série byla otisknuta v jeho knize Real Fake Art, která vyšla v roce 2011.

### Transparent City
Sérii pořídil v centru Chicaga na začátku roku 2006 aby „kombinoval neosobní městské prostředí primárně za soumraku nebo v noci s detaily obyvatelů budov“ se stal výchozí myšlenkou pro knihu z roku 2008 Transparent City. Fotografie byly pořízeny ze střech za soumraku s dlouhým teleobjektivem. Podobně jako v sérii Architecture of Density, fotografie exteriéru vyloučily horizont a oblohu, takže hlavními tématy zůstaly okna budov. V jednom rozhovoru Wolf řekl, že přišel na myšlenku zobrazovat detailní záběry lidí v oknech poté, co si všiml, jak mu při fotografování jeden muž dává prstem vulgární gesto. V dalším rozhovoru Wolf citoval umělecké dílo Edwarda Hoppera jako inspiraci pro seriál z důvodu jeho voyeuristické povahy a začlenění architektonických detailů.
V rozhovoru Wolf řekl, že fotografování v Chicagu ho přesvědčila, aby přešel z filmu na digitální. „Většinu mé první velké série Architecture of Density jsem fotografoval na analogovou fotografickou kamerou 4x5,“ řekl. „Ale když přišlo na fotografování Chicaga – což je velmi větrné město – větší poryv větru by rozhýbal stativ a já měl podezření, že mnoho mých fotografií bude zničeno.“ Pořízení digitálního snímku Wolfovi umožňovalo kontrolovat jednotlivé náhledy a zaručit preciznost, kterou potřeboval. „Na mých fotografiích není nic náhodného,“ dodal ve stejném rozhovoru.
Články o knize spojily fotografie s filmem Zadní okno Alfreda Hitchcocka. Jeden recenzent popsal knihu jako „děsivou“, což způsobilo pocit „odlehlosti“. Série byla kontroverzní, protože někteří lidé cítili, že oříznuté a zvětšené fotografie lidí v budovách představovaly narušení soukromí. V roce 2010 byla série vybrána do soutěže Prix Pictet.

### Tokyo Compression
V knize Tokyo Compression v roce 2010 představil Wolf portréty japonských lidí uvnitř přeplněných vlaků metra v Tokiu, kteří byli tlačeni proti oknu. Výrazy dojíždějících byly charakterizovány v jednom přehledu jako „traumatizované“ a „žalostné“. Wolf uvedl, že někteří lidé zavírali oči nebo skrývali své tváře rukama, když si všimli, že jsou fotografováni.
Jeden recenzent došel k závěru, že Wolfovy cykly Architecture of Density, Transparent City a Tokyo Compression představovaly postup od dlouhého záběru k detailu. Wolf vyhrál první cenu v kategorii Všední život na soutěži World Press Photo 2009 za svou sérii Tokyo Compression. Fotograf Martin Parr vybral knihu z roku 2010 jako jednu z třiceti nejvlivnějších fotoknih publikovaných v letech 2001 až 2010.
Tokyo Compression byla součástí tématu Metropolis, City Life v městském věku, Noorderlicht Photofestival v roce 2011. Jeden z Wolfových obrázků byl použit pro plakát, obal katalogu a veškerý mediální materiál výstavy.

### Série používající Google Street View
V několika sériích, například v Paris Street View, Manhattan Street View, a A Series of Unfortunate Events, si Wolf pořídil fotografie z Google Street View scén na obrazovce svého počítače. Wolf porovnal svůj způsob hledání zajímavých scén online s prací pouličního fotografa chodícího po městě. Nazval svou sérii Street View „prohlášení o umění“.
Fotografie Street View byly charakterizovány pixelací a obrazovým šumem, které byly porovnány s technikami, které ve svém umění používali Roy Lichtenstein nebo Andy Warhol. Práce vedla k diskusi o tom, jak automaticky pořízené snímky služby Google Street View ovlivnily koncept „rozhodujícího okamžiku“ Henriho Cartiera-Bressona. Fotografie však údajně obsahovaly „nějaké tajemství“ v tom, že byly „těžko interpretovatelné“. Některé z Wolfových fotografií se podobají uznávaným klasikům fotografie, jako je například fotografie Milenci před radnicí od Francouze Roberta Doisneaua.
Wolf získal čestné uznání v kategorii každodenní život v soutěži World Press Photo v roce 2011 za cyklus A Series of Unfortunate Events work. Wolf předpokládal, že výsledek bude kontroverzní, protože někteří lidé si myslí, že přivlastnění obrazovek Google Street View nepatří do fotožurnalistiky.

## Významné výstavy
Podle zdroje:
- 2003: Portraits of Chinese People, John Batten Gallery, Hongkong[10]
- 2005: Architecture of Density, Robert Koch Gallery, San Francisco[42]
- 2006: Made in China, Museum of Contemporary Photography, Chicago (skupinová výstava v rámci The Real Toy Story)[43]
- 2006: The Real Toy Story, Museum of Work, Hamburg[14]
- 2006: 100 X 100, Goethe-Institut, Hongkong[19]
- 2007: Chinese Copy Art, Goethe Institute, Hongkong[21]
- 2007: Copy Art and 100 x 100, Robert Koch Gallery, San Francisco[23]
- 2008–2009: Transparent City, Museum of Contemporary Photography, Chicago[26][44]
- 2008–2009: Transparent City, Robert Koch Gallery, San Francisco[28]
- 2010: Paris Street View, Foam Fotografiemuseum Amsterdam[45]
- 2010: iseeyou, Bruce Silverstein Gallery, New York[17][46]
- 2010: Life in Cities, m97 Gallery, Shanghai[47]
- 2011: Tokyo Compression, Forum für Fotografie Köln[32][48]
- 2012: Michael Wolf, Flowers Galleries, London, 25. listopadu 2011 – 7. ledna 2012.[49]
- 2012: Life in Cities, Christophe Guye Galerie, Zurich, Švýcarsko.[50]
- 2017: Life in Cities – continued, Christophe Guye Galerie, Zurich, Švýcarsko
- 2017: Life in Cities at Les Rencontres de la Photographie festival in Arles (organized by The Hague Museum of Photography)[51]
- 2018: Life in Cities at The Hague Museum of Photography
- 2018: Life in Cities at Deichtorhallen Hamburg

## Sbírky
- Brooklyn Museum, New York[52]
- Milwaukee Art Museum, Wisconsin[53]
- Museum Folkwang, Essen, Německo[54]
- Museum of Contemporary Photography, Chicago[55]

## Publikace
- Sitting in China. Göttingen: Steidl, 2002. ISBN 3-88243-670-0
- Hong Kong Front Door Back Door. Londýn: Thames & Hudson, 2005. ISBN 0-500-54304-6
- Min, Anchee, Duo Duo, and Stefan Landsberger. Chinese Propaganda Posters: From the Collection of Michael Wolf. Taschen's 25th anniversary special edition. Köln: Taschen, 2008.[56] ISBN 978-3-8365-0316-7
- The Transparent City. New York: Aperture/ MoCP, 2008. ISBN 978-1-59711-076-1
- Hong Kong Inside Outside. Berlín: Asia One/Peperoni, 2009. ISBN 978-3-941825-04-8
- FY. Berlín: Wanderer Books/Peperoni, 2010.[57] ISBN 978-3-941825-19-2
- Tokyo Compression. Berlín: Asia One/Peperoni, 2010. ISBN 978-3-941825-08-6
- asoue (A Series of Unfortunate Events), 2nd edition. Berlín: Wanderer Books/Peperoni, 2011. ISBN 978-3-941825-10-9
- Tokyo Compression Revisited. Berlín: Asia One/Peperoni, 2011.[58] ISBN 978-3-941825-25-3
- Real Fake Art. Berlín: Peperoni, 2011. ISBN 978-3-941825-20-8
- Hong Kong Trilogy. Berlín: Peperoni, 2013. ISBN 978-3-941825-59-8.
- Hong Kong Flora. Berlín: Peperoni, 2014. ISBN 978-3-941825-62-8. Vydání 400 kopií.

## Ceny a ocenění
- 2005: World Press Photo, kategorie Současné problémy, první cena za fotografie dělníků v různých továrnách pro článek do magazínu Stern.[59]
- 2010: World Press Photo: 2010 Photo Contest, Daily Life, Singles, první cena[60]
- 2011: World Press Photo: 2011 Photo Contest, Contemporary Issues, Stories, Honorable Mention[61]
- 2012: Deutscher Fotobuchpreis za A Series of Unfortunate Events